# Torneio Rio-São Paulo 1953
Das Torneio Rio-São Paulo 1953 war die sechste Austragung des Torneio Rio-São Paulo, eines Fußballpokalwettbewerbs in Brasilien. Er wurde vom 4. April bis 4. Juni 1953 ausgetragen.

## Modus
Alle Klubs traten nur einmal gegeneinander an. Der punktbeste Klub wurde Turniersieger. Am letzten Spieltag hätte der CR Vasco da Gama auswärts beim FC Santos gewinnen müssen um, den Titel zu gewinnen, verlor aber mit 2:3. Ebenso hätte der FC São Paulo noch die Möglichkeit, bei einer Niederlage von Vasco und gleichzeitigem Sieg bei Associação Portuguesa de Desportos, Punktgleichheit mit dem Tabellenführer SC Corinthians herzustellen und diesen in eine Entscheidungsrunde zu zwingen. São Paulo verlor jedoch ebenfalls sein Treffen mit Portuguesa mit 0:1.

## Teilnehmer
| Teilnehmer Rio de Janeiro | Teilnehmer São Paulo               |
| ------------------------- | ---------------------------------- |
| Bangu AC                  | SC Corinthians                     |
| Botafogo FR               | SE Palmeiras                       |
| CR Flamengo               | Associação Portuguesa de Desportos |
| Fluminense FC             | FC Santos                          |
| CR Vasco da Gama          | FC São Paulo                       |

## Tabelle
| Pl. | Verein                             | Sp. | S | U | N | Tore    | Diff. | Punkte |
| --- | ---------------------------------- | --- | - | - | - | ------- | ----- | ------ |
| 1.  | SC Corinthians                     | 9   | 5 | 2 | 2 | 022:130 | +9    | 12     |
| 2.  | CR Vasco da Gama                   | 9   | 4 | 3 | 2 | 013:900 | +4    | 11     |
| 3.  | FC São Paulo                       | 9   | 4 | 2 | 3 | 012:900 | +3    | 10     |
| 4.  | Botafogo FR                        | 9   | 3 | 4 | 2 | 016:140 | +2    | 10     |
| 5.  | Fluminense FC                      | 9   | 3 | 3 | 3 | 018:160 | +2    | 09     |
| 6.  | Bangu AC                           | 9   | 4 | 0 | 5 | 017:190 | −2    | 08     |
| 7.  | SE Palmeiras                       | 9   | 2 | 4 | 3 | 019:220 | −3    | 08     |
| 8.  | CR Flamengo                        | 9   | 1 | 6 | 2 | 014:200 | −6    | 08     |
| 9.  | FC Santos                          | 9   | 3 | 1 | 5 | 020:220 | −2    | 07     |
| 10. | Associação Portuguesa de Desportos | 9   | 3 | 1 | 5 | 013:200 | −7    | 07     |

## Kreuztabelle
| 1953        | Bangu | Botafogo | SC Corinthians | Flamengo | Fluminense | Palmeiras | Portuguesa | Santos | São Paulo | Vasco |
| ----------- | ----- | -------- | -------------- | -------- | ---------- | --------- | ---------- | ------ | --------- | ----- |
| Bangu       | –     |          |                |          | 2:1        |           |            |        | 3:1       |       |
| Botafogo    | 1:0   | –        |                |          |            | 5:3       | 2:0        |        |           |       |
| Corinthians | 3:2   | 1:0      | –              | 6:0      |            | 3:3       | 2:0        | 3:1    |           |       |
| Flamengo    |       | 3:3      |                | –        | 1:1        | 3:3       | 2:2        | 3:2    |           |       |
| Fluminense  | 2:0   | 2:2      | 3:3            |          | –          |           |            | 3:2    |           | 4:1   |
| Palmeiras   | 1:3   |          |                |          | 2:1        | –         | 4:3        |        |           | 1:1   |
| Portuguesa  | 3:2   |          |                |          | 3:1        |           | –          |        | 1:0       |       |
| Santos      | 2:5   | 2:2      |                |          |            | 2:1       | 6:1        | –      |           | 3:2   |
| São Paulo   |       | 2:1      | 3:1            | 0:0      | 2:1        | 1:1       |            | 2:0    | –         |       |
| Vasco       | 5:0   | 0:0      | 1:0            | 1:1      |            |           | 1:0        |        | 1:0       | –     |

## Die Meistermannschaft
| 2. Titel | SC Corinthians |
|          | - Tor: Cabeção, Gilmar - Abwehr: Clóvis Nori, Olavo, Goiano, Homero Oppi, Sula, Murilo Silva - Mittelfeld: Roberto Belangero, Julião, Rodolfo Carbone, Idário, Lorena - Angriff: Zezinho, Simão, Gatão, Baltazar, Vermelho, Luizinho, Souzinha, Claudio, Nardo - Trainer: Rato |

## Torschützenliste
| Pl. | Nat.        | Spieler            | Klub           | Tore |
| --- | ----------- | ------------------ | -------------- | ---- |
| 1   | Brasilianer | Válter Vasconcelos | FC Santos      | 8    |
| 2   | Brasilianer | Baltazar           | SC Corinthians | 6    |
|     | Brasilianer | Cláudio            | SC Corinthians | 6    |
|     | Brasilianer | Dino da Costa      | Botafogo FR    | 6    |
|     | Brasilianer | Menezes            | Bangu AC       | 6    |
|     | Brasilianer | Zizinho            | Bangu AC       | 6    |